# 북이초등학교 (전남)
북이초등학교는 대한민국 전라남도 장성군 북이면 신창길 13에 있는 공립 초등학교이다.

## 학교 연혁
- 1922년 4월 20일 사거리공립보통학교 개교(설립인가 3월 26일)
- 1938년 4월 1일 사거리공립심상소학교로 개칭[1]
- 1941년 4월 1일 사거리공립국민학교로 개칭[2]
- 1950년 6월 1일 사거리국민학교 개칭
- 1981년 3월 5일 병설유치원 개원(설립인가 2월 2일)
- 1994년 3월 1일 만무분교장 통합
- 1996년 3월 1일 북이초등학교로 개칭[3]
- 1998년 3월 1일 조양분교장 통합
- 2022년 3월 1일 제24대 정오수 교장 부임
- 2023년 1월 6일 제100회 졸업(총 8,213명)

## 참고 자료
- 북이초등학교 - 한국교육학술정보원 학교알리미